# Honorat de Bueil de Racan
Honorat de Bueil, signore (detto marchese) de Racan (Aubigné-Racan, 5 febbraio 1589 – Parigi, 21 gennaio 1670) è stato un poeta e drammaturgo francese.

## Biografia
Proveniente da un'illustre famiglia della nobiltà della Turenna, è barone di Longaulnay (attuale Mézeray), e poi dal 1631, in seguito alla morte della cugina Anne de Bueil-Fontaines, barone di Fontaines, titolo che conserverà fino alla morte . Rimasto orfano giovanissimo a causa della perdita del padre nel 1597 (morto con lo zio nell'assedi di Amiens) e della madre nel 1602, viene accolto dalla cugina Anne de Bueil, sposa di Roger de Saint-Lary de Termes, duca di Bellegarde, grande scudiero di Francia, che lo fa ammettere a corte come paggio della camera del re Enrico IV nel 1603.
Iniziò subito a comporre le sue prime poesie e nel 1605 conobbe Malherbe, del quale divenne discepolo, tuttavia il  suo successo a corte fu limitato dall'aspetto fisico sgraziato e soprattutto dalla balbuzie. La sua prima musa è Cloris, ovvero la contessa di Moret, per la quale scrive versi di ispirazione elegiaca.
Nel 1618 scrive le Stances sur la retraite, in cui, secondo un'antica tradizione, trasforma la sua vicenda personale in letteratura. Del 1619 è il primo grande successo che lo rende celebre. Si tratta del dramma pastorale Arthénice ou les Bergeries, la cui fonte di ispirazione è la nuova musa Catherine de Thermes. I modelli dichiarati sono le Bucoliche di Virgilio, l'Aminta di Tasso e Il pastor fido di Guarini, ed è principalmente per l'influenza dello stile italiano, allora assai in voga, che l'opera si fa apprezzare.
Tra il 1621 e il 1622 interrompe l'attività letteraria per partecipare alla guerra contro gli Ugonotti, combattendo nell'assedio di La Rochelle, di Sancerre e di Susa. Nel 1628 si sposa con Madeleine du Bois, mentre a partire dal 1631 inizia la stesura della traduzione dei Salmi, continuando tuttavia la carriera militare. Nel 1635 viene ammesso alla neonata Académie française e nel 1939 decide di ritirarsi dall'esercito, tornando a vivere nel feudo di Racan. Continua il lavoro di stesura dei salmi, dopo i Sette Salmi del 1631, pubblica le Odi Sacre (dai salmi di Davide) nel 1651 e i Centonove Salmi nel 1654. Bisogna notare che non si tratta di vere e proprie traduzioni, ma piuttosto di adattamenti, infatti, non conoscendo l'ebraico, si fonda su varie parafrasi francesi dei testi (come quelle particolarmente accurate di Clément Marot), mettendo da parte la traduzione letterale ma cercando piuttosto di preservare l'armonia poetica. Bisogna ancora citare una raccolta di poesie sacre (1660), le Mémoires pour la vie de Malherbe (1651), che testimoniano il legame tra Racan e il grande poeta e maestro, il discorso di accettazione all'Académie française intitolata Contre les Sciences (1635), un'orazione contro le regole e le imposizioni artificiali a favore della naturalezza (anticipando uno dei temi più cari a Jean-Jacques Rousseau di oltre un secolo).
Come Malherbe, Racan fu un poeta preciso e laborioso, considerando le sue opere mai finite e arrivando a pubblicare aggiungendo modifiche dell'ultimo momento. Tuttavia, a differenza del suo maestro non si mostrò critico nei confronti dei poeti della Pléiade, apprezzando in particolare Ronsard e Montaigne; fu inoltre assai più flessibile riguardo alla questione delle tre unità aristoteliche. Fu dotato di un talento sincero per la poesia, scrisse versi semplici ed eleganti, teneri e malinconici, con un vivo senso della natura.

## Citazione daStances sur la retraite
(Stances à Thirsis, Honorat de Bueil de Racan.)